# Демонетизація золота
Демонетизація золота — термін, який широко використовується в дискурсі марксистської політекономії для позначення поступового процесу втрати золотом своїх грошових функцій. В немарксистській економічній науці цей процес називають просто крахом або скасуванням «золотого стандарту», який розглядається як одна з історично минущих форм грошової системи. Натомість для марксистів це створило серйозну теоретичну проблему, оскільки згідно теорії К. Маркса саме золото є остаточною формою повноцінних грошей, що підтверджується його відомою тезою про те, що золото, за своєю природою, це не гроші, але гроші, за своєю природою — золото.  Таке твердження знаходило своє фактичне підтвердження в період дії золотого стандарту, але вже наприкінці ХІХ- початку ХХ сторіччя почали спостерігатися не співпадіння з цією теорією. Внаслідок відкриття великих родовищ золота в Каліфорнії, Австралії та на Алясці вартість  «жовтого металу» почала падати, що, згідно з трудовою теорією вартості повинно було призвести до зниження загального рівня товарних цін (які вимірюються вартістю золота як загального товару-еквіваленту). Втім, в реальності ціни почали зростати, що призвело до дискусії серед соціал-демократів (О. Бауер, К. Каутський тощо), які намагалися знайти наукове пояснення такій розбіжності. Найбільш вдалий варіант був запропонований німецьким соціал-демократом Р. Гільфердінгом в його роботі «Фінансовий капітал» у вигляді концепції представницької вартості паперових грошей.
Між тим, «золотий стандарт» фактично припинив своє існування з початком Першої світової війни, а спроба його відновлення на Генуезькій конференції 1922 року у вигляді «золото-девізного» стандарту зазнала краху ще напередодні Другої світової війни. В результаті золото перестало виконувати функції засобу обігу та платежу, а також значно обмежене у використані як засобу утворення скарбів (не тільки тому, що його приватна тезаврація була оголошена незаконною, зокрема, в США, але, головним чином, тому, що рівень ліквідності золотих резервів помітно зменшився). Після Другої світової війни в рамках Угоди про Міжнародний валютний фонд було встановлено систему так званого «золото-доларового» стандарту, за яким офіційна ціна золота (зворотний показник «золотого вмісту» валюти) встановлювалася лише в доларах США, хоча розмін долара на золото здійснювався лише для центральних банків інших країн. Формально золото продовжувало виконувати функції світових грошей, хоча платежі безпосередньо золотом здійснювалися вкрай рідко, обмін доларів для центральних банків вважався не обов'язком, а лише правом Казначейства США, а офіційна ціна почала змінюватися, що призводило до курсових перекосів.
На те, що нова ситуація вже не відповідає не тільки теорії К. Маркса, але і «корекції» з боку Р. Гільфердинга звернув увагу С. М. Борисов (на той момент, заступник міністра фінансів СРСР) в своїй монографії «Золото в экономике современного капитализма» (1968), що і було підтверджено наступним зачиненням «золотого вікна» (припиненням обміну доларів на золото для центральних банків) президентом США Р. Ніксоном (1971) та відмовою від фіксування «золотого вмісту» валют для визначення їх взаємного курсу на Ямайській конференції МВФ (1976). Натомість, представники фундаментального марксизму продовжували відстоювати положення К. Маркса про повноцінність та дійсність лише золотих грошей. З цього приводу у 1970-80 рр. відбувалася гостра дискусія, яка носила, головним чином, схоластичний характер (в якій головним аргументом були не факти, а цитати з творів К. Маркса). Втім, це дало змогу реформаторському крилу всередині марксистської політекономії висунути деякі нові ідеї стосовно подальшого розвитку міжнародної грошової системи (роль золота як грошей в межах «соціалістичної економіки» практично не обговорювалася, а рубль зберігав фіктивний «золотий вміст»): болгарський економіст Т. Вилчев  (Тодор Вълчев) висунув теорію паперово-грошової форми вартості, російські вчені Г.Матюхін та  О. Хандруєв обґрунтували механізм функціонування кредитних грошей, угорський економіст І. Хагельмайер (István Hagelmayer) вказав на об'єктивний характер демонетизації золота. Українські  дослідники також висунули нові концепції: А.Гальчинський — щодо функції грошей як світової міри вартості, а О. Шаров — про дестафацію грошей та модифікацію грошових функцій.
Відлуння цієї дискусії в марксистському середовищі можна почути ще й  зараз. Деякі марксисти (професор Лондонського університету К.Лапавіцас  (Costas Lapavitsas / Kώστας Λαπαβίτσας) таки вважають, що сучасні гроші походять від золота, яке виробляється як товар, і, приймаючи це за аксіому, зводять «сучасні» гроші до грошей, в ролі яких виступає певний товар. Інші (австралійці Д.Брайан/ Dick Bryan, М. Рафферті/ Michael Rafferty) визнають, що золото лише має атрибут «грошовості» не більшою мірою, ніж цілий ряд інших фінансових інструментів.
Як засвідчили події, демонетизація золота носить об'єктивний характер і пояснюється цілою низкою факторів, що включають як фізичну нестачу «жовтого металу» для незмірно збільшеного обсягу товарної маси, так і, головним чином, несумісністю дії механізмів «золотого стандарту» з ціноутворення, встановлення валютного курсу та регулювання ускладнених соціально-економічних процесів (таких як інфляція, рівень безробіття, стійкість фінансової системи тощо). Саме тому численні спроби відродження тієї чи іншої форми «золотого стандарту» (включаючи проєкти створення «золотого динару», «зімбабвійської золотої валюти», «золотого стейблкоїну» або наміри БРІКС створити спільну валюту, яка базується на золоті тощо) зрештою завершуються невдачею. Разом з тим золото залишається важливим фінансовим активом, який виступає як альтернатива фінансовим інструментам, деномінованим у національних валютах, особливо в період економічних криз і глобальної невизначеності (що, однак, не робить його грошовим засобом, а, скоріше, наближує до цінних паперів та криптоавтивів).
Карбування монет із дорогоцінних металів триває сьогодні (в тому числі, з боку Національного банку України, який має цілу програму карбування таких монет)  або для задоволення попиту з боку нумізматів, або як інвестиційна монета. Ціна реалізації таких монет з самого спочатку в сотні разів перевищує вказаний на них номінал.